# Різокастро
Різокастро (грец. Ριζόκαστρο) — район Афін, що виріс навколо середньовічних афінських мурів, які нині збереглись на північ від Акрополя. До Різокастро іноді відносять частину району Ерідес.
Нещодавно[коли?] археологи знайшли продовження муру.